# Lädersköldpaddor
Lädersköldpaddor (Trionychidae) är en familj i ordningen sköldpaddor.
Som namnet antyder har de en mjuk sköld som liknar läder. Ryggkotor och revben är inte heller förenade med skölden som hos andra sköldpaddor, och den utgörs av förbeningar i läderhuden. Ryggskölden är försedd med sju, den ofullständigt förbenade bukskölden med fem längsgående åsar. Halsen är särskilt lång och huvudet sluter i en snabel. Extremiteterna har tre tår med simhud. 
Dessa djur lever i insjöar i Afrika, södra och östra Asien samt i Nordamerika.
Släkten enligt Catalogue of Life:
- Cyclanorbis
- Amyda
- Apalone
- Chitra
- Cycloderma
- Dogania
- Lissemys
- Nilssonia
- Palea
- Pelochelys
- Pelodiscus
- Rafetus
- Trionyx